# 4180 Anaxagoras
4180 Anaxagoras este un asteroid din centura principală, descoperit pe 24 septembrie 1960, de Cornelis van Houten și Tom Gehrels.